# Juvrecourt
 Juvrecourt  es una población y comuna francesa, en la región de Lorena, departamento de Meurthe y Mosela, en el distrito de Lunéville y cantón de Arracourt.

## Demografía
| 73 | 62 | 57 | 49 | 51 | 54 |
| Para los censos de 1962 a 1999 la población legal corresponde a la población sin duplicidades (Fuente: INSEE [Consultar]) |    |    |    |    |    |